# كربيد

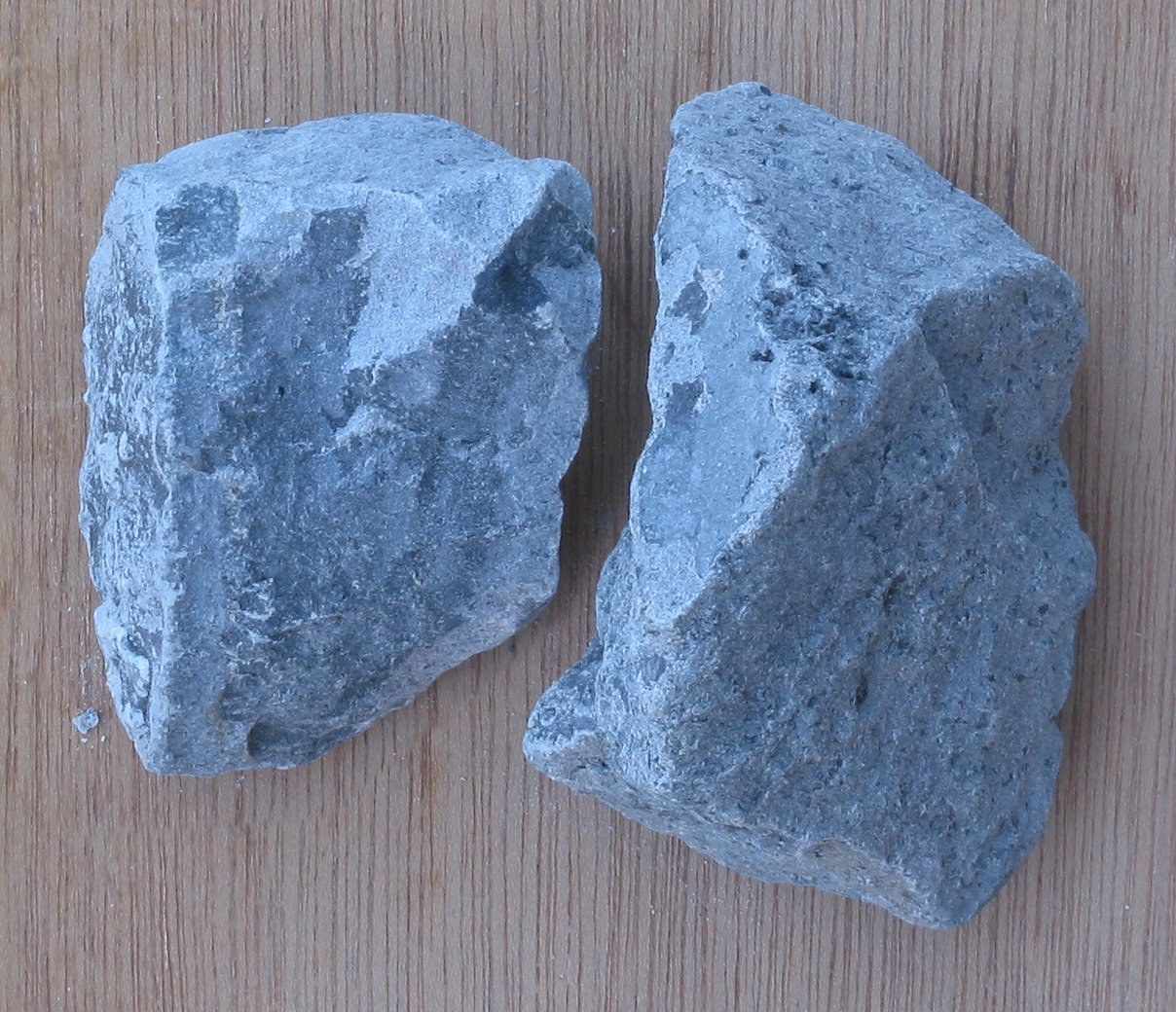

في الكيمياء، الكربيد هو مركب يتكون من الكربون وعنصر أقل كهربية. كربيد يمكن تصنيفها بشكل عام حسب نوع الروابط الكيميائية على النحو التالي:
- (ط) مثل الملح،
- (ب) مركبات التساهمية،
- (ج) مركبات الخلالي،
- (د) «وسيطة» كربيد المعادن الانتقالية.

وتشمل الأمثلة كربيد الكالسيوم وكربيد السيليكون، كربيد التنغستن (غالبا ما تسمى ببساطة كربيد عند الإشارة إلى آلة الأدوات)، وسمنتيت،  كل المستخدمة في التطبيقات الصناعية الرئيسية. تسمية كربيد الأيونية ليست منتظمة.

## كربيد التساهمية
ووصف كربيد السليكون والبورون باسم «كربيد التساهمية»، على الرغم من أن تقريبا جميع المركبات من المعرض الكربون بعض الحرف التساهمية. كربيد السيليكون واثنين من الأشكال البلورية مماثلة، وكلاهما المتعلقة بالهيكل الماس.
  كربيد البورون، B4C، من ناحية أخرى، لديها بنية غير عادية التي تشمل وحدات البورون متعدد السطوح ويربطها به ذرات الكربون. في هذا الصدد كربيد البورون يشبه إلى البورون بوريدات الغنية.
كل من كربيد السيليكون (المعروف أيضا باسم ساموري) وكربيد البورون هي المواد الصلبة جدا والحراريات. كل من المواد الهامة صناعيا. البورون أيضا يشكل كربيد التساهمية الأخرى، على سبيل المثال B25C.

## الكربيدات الخلالية / المعدنية
غالبًا ما توصف كربيدات المجموعة 4 و 5 و 6 معادن انتقالية (باستثناء الكروم) بأنها مركبات خلالية [الإنجليزية]. هذه الكربيدات لها خصائص معدنية وهي مقاومة للإنصهار. بعض هذه الكربيدات لها مدى للقياس الكيميائي لكونها خليط غير متكافئ من الكربيدات المختلفة التي تنشأ بسبب عيوب بلورية. أما البعض الآهر بما في ذلك كربيد التيتانيوم وكربيد التنجستن فلها أهمية في الصناعة، إذ تستخدم في طلاء المعادن في أدوات القطع.
| معدن      | هيكل المعدن النقي | نصف القطر المعدني (pm) | MC metal atom packing | MC structure | M2C metal atom packing | M2C structure | كربيدات أخرى               |
| --------- | ----------------- | ---------------------- | --------------------- | ------------ | ---------------------- | ------------- | -------------------------- |
| تيتانيوم  | نظام بلوري سداسي  | 147                    | تعبئة متراصة          | rock salt    |                        |               |                            |
| زركونيوم  | نظام بلوري سداسي  | 160                    | تعبئة متراصة          | rock salt    |                        |               |                            |
| هافنيوم   | نظام بلوري سداسي  | 159                    | تعبئة متراصة          | rock salt    |                        |               |                            |
| فاناديوم  | نظام بلوري مكعب   | 134                    | تعبئة متراصة          | rock salt    | hcp                    | h/2           | V4C3                       |
| نيوبيوم   | نظام بلوري مكعب   | 146                    | تعبئة متراصة          | rock salt    | hcp                    | h/2           | Nb4C3                      |
| تانتالوم  | نظام بلوري مكعب   | 146                    | تعبئة متراصة          | rock salt    | hcp                    | h/2           | Ta4C3                      |
| كروم      | نظام بلوري مكعب   | 128                    |                       |              |                        |               | Cr23C6, Cr3C, Cr7C3, Cr3C2 |
| موليبدنوم | نظام بلوري مكعب   | 139                    |                       | hexagonal    | hcp                    | h/2           | Mo3C2                      |
| تنجستن    | نظام بلوري مكعب   | 139                    |                       | hexagonal    | hcp                    | h/2           |                            |